# فوزية زينل
فوزية عبدالله زينل (مواليد 1961) سياسية وناشطة اجتماعية بحرينية، سفيرة مملكة البحرين لدى جمهورية مصر العربية منذ 28 ديسمبر 2022 وكانت سابقاً رئيسة مجلس النواب خلال الفترة 12 ديسمبر 2018 حتى 12 ديسمبر 2022. 

## عن حياتها
ولدت فوزية زينل في سنة 1961 وتنحدر فوزية زينل من أسرة آل زينل. قرر جدها يوسف الهجرة برفقة أخيه عبدالغفار إلى البحرين حوالي عام 1912. وكان جدها يلقب ب«يوسف كاز» بسبب اشتغاله في استيراد الكيروسين من عبدان إلى البحرين بواسطة المراكب في الفترة السابقة على اكتشاف النفط وتكريره في المصافي البحرينية. حصلت على ليسانس اللغة العربية والتربية من جامعة البحرين عام 1983 ودبلوم في التوجيه والإرشاد الأسري من الجامعة الأردنية عام 1986 ودبلوم عالي من معهد البحرين للتنمية السياسية عام 2007 وماجستير كلية الإعلام من الجامعة الأهلية عام 2014.

### المسيرة المهنية
عملت زينل أخصائية توجيه وإرشاد أسري في معهد الأمل للأطفال إذ انتدبتها وزارة التربية والتعليم إلى هناك بين عامي 1984 1988.
عملت في تلفزيون البحرين لفترة طويلة امتدت لخمس وعشرين سنة تبوأت خلالها عدة مناصب أبرزها مديرة تلفزيون البحرين بين عامي 2008 و 2009 ومستشارة التطوير والتخطيط الإستراتيجي بهيئة الإذاعة والتلفزيون بين عامي 2007 و2008 ورئيسة قسم البرامج بهيئة الإذاعة والتلفزيون في البحرين بين عامي 1993 و 2007 كما عملت قبل ذلك مراقبة قسم البرامج بهيئة الإذاعة والتلفزيون بين عامي 1988 و 1993.
كما تشمل قائمة الوظائف التي شغلتها زينل ومازالت تشغل بعضها حتى الآن العمل كمحاضرة بكلية الإعلام بالجامعة الأهلية منذ عام 2017 ومديرة الشؤون الإدارية والمالية بالمدرسة الأهلية عام 2012.
شغلت زينل عدة مناصب أخرى بينها عضوة لجنة وضع مسودة قانون الطفل وعضوة فريق العمل المكلف لبرنامج «اتخاذ القرار» ووضع الإستراتيجية الوطنية للنهوض بالمرأة البحرينية وعضوة اللجنة التنفيذية المنبثقة من لجنة التعاون بين المجلس الأعلى للمرأة والجمعيات واللجان النسائية منذ 2007.
كما أن زينل عضوة في فريق العمل المعني بدراسة وضع المرأة العربية التابع لمنظمة المرأة العربية في مصر عام 2014 وعضوة اللجنة المشتركة بين مجلس النواب وجمعية سيدات الأعمال من 2015 إلى 2016 وعضوة لجنة التدريب والتعليم والموارد البشرية بغرفة تجارة وصناعة البحرين. شاركت في تنظيم المهرجان العائلي الأول لأهالي المنطقة بنادي الرفاع الرياضي والثقافي كما شاركت في إعداد المحور الإعلامي للأشخاص ذوي الإعاقة بتكليف من مكتب الأمم المتحدة عام 2010.
شغلت زينل منصب رئيسة اللجنة النسائية لجمعية البحرين الخيرية عام 2010 ومديرة اللجنة الثقافية والاجتماعية بنادي الرفاع الشرقي من 2006 إلى 2010 وهي عضو مجلس إدارة ورئيسة لجنة الإعلام والعلاقات العامة بالجمعية البحرينية لتنمية الطفولة ورئيسة الحملة الوطنية لإدماج الأشخاص ذوي الإعاقة 2010.

### مجلس النواب
ترشحت لإنتخابات مجلس النواب 2006 عن الدائرة الثامنة في المحافظة الوسطى. في الجولة الأولى للأنتخابات التي أجريت يوم السبت 25 نوفمبر 2006 حصلت على 2598 صوت بنسبة 33.73% لتخسر من عبداللطيف الشيخ مرشح جمعية المنبر الوطني الإسلامي (الإخوان المسلمون). وقالت فوزية زينل بعد هزيمتها:
ذكرت أنها قد تلقت معاملة سلبية لا سيما خلال الحملة في الفترة التي تسبق الانتخابات:
وكما ترشحت لإنتخابات مجلس النواب 2014 عن الدائرة الخامسة في محافظة الجنوبية. في الجولة الأولى التي أجريت يوم السبت 22 نوفمبر 2014 حصلت على 2095 صوت بنسبة 28.86% مما استوجب إقامة جولة أعادة في يوم السبت 29 نوفمبر 2014 حيث خسرت من منافسها خليفة الغانم بحصولها على 3217 صوت بنسبة 47.86%.
وكما ترشحت لإنتخابات مجلس النواب 2018 عن الدائرة الخامسة في محافظة الجنوبية. وفازت في الجولة الأولى للإنتخابات التي أجريت يوم السبت 24 نوفمبر 2018 حيث حصلت على 4570 صوت بنسبة 53.47% ، وفي يوم الأربعاء 12 ديسمبر 2018 أنتخبت رئيسة لمجلس النواب للفصل التشريعي الخامس بعد حصولها على 25 صوت مقابل 13 صوت لعادل العسومي وصوتين لعيسى الكوهجي لتصبح بذلك أول امرأة تتولى هذا المنصب في تاريخ البحرين الحديث وشغلت المنصب حتى نهاية الفصل التشريعي في 12 ديسمبر 2022.

### سفيرة مملكة البحرين لدى جمهورية مصر
في يوم الأربعاء 28 ديسمبر 2022 أصدر الملك حمد بن عيسى آل خليفة ملك مملكة البحرين مرسوماً بتعينها سفيرة لمملكة البحرين لدى جمهورية مصر العربية.

## التكريمات
حصلت زينل على وسام الدولة البحرينية من الدرجة الرابعة في العام 2002.